# مگنولیا دنوداتا
مگنولیا دنوداتا (نام علمی: Magnolia denudata) نام یک گونه از سرده مگنولیا است.